# إبراهيم خفاجي
إبراهيم بن عبد الرحمن بن حسين خفاجي (1926 - 24 نوفمبر 2017م)، شاعر غنائي سعودي معاصر، كتب النشيد الوطني السعودي، ولُقِّب بـ «شاعر الوطن»، كما لُقِّب أيضًا بألقاب أخرى، ويُعد من الشعراء المؤسسين لمسيرتي الموسيقى والثقافة في منطقة الخليج العربي، كما أنه أحد المساهمين في تأسيس نادي الهلال السعودي، إذ شغل منصب نائب رئيس النادي إبان نشأته، وهو أول رئيس لجمعية الفنون في منطقة مكة، ورئيسًا للجنة المشرفة على إعداد الموسوعة الصوتية للتراث السعودي، غنّى أشعاره نخبة من الفنانين السعوديين والعرب، أمثال محمد عبده، طلال مداح، صباح، ووديع الصافي، وكان يستمد أشعاره من الفلكلور الشعبي السعودي، وتميّز شعره الكلاسيكي بالمفردة الحجازية الدارجة، وهو في ذلك شكل امتداد لشعراء الأغنية الحجازية، ثريا قابل وصالح جلال وصالح خوج وغيرهم ولقب بـ"جواهرجي الاغنية السعودية"، قدّم عبر موهبته الشعرية نحو 600 قصيدة غنائية، ومن أهم أعماله أوبريت (عرايس المملكة) الذي قدمه في مهرجان الجنادرية عام 1416هـ/ 1995م قبل ابتعاده عن الفن لظروفه الصحية.

## نشأته
ولد في مكة المكرمة بمنطقة الحجاز عام 1345 هـ/ 1926 م، ونشأ بحي سوق الليل الشعبي وبدأ حياته التعليمية في مدرسة الفلاح بمكة المكرمة، ثم التحق بعد ذلك بمدرسة اللاسلكي وتخرج فيها مأموراً لاسلكياً عام 1364 هـ/ 1945 م، وتنقل بين قرى ومدن المملكة إلى أن عاد مجدداً إلى مكة المكرمة في قسم الأخبار بالنيابة العامة، وفي عام 1373 هـ/ انتقل إلى قسم الاستماع بالإذاعة، ثم انتقل عمله فيما بعد إلى وزارة الصحة وعمل بقسم المحاسبة، ثم أصبح رئيساً للقسم ثم وكيلا ً للإدارة المالية، والتحق بمعهد الإدارة بالقاهرة وحصل على دبلوم في إدارة الأعمال والإدارة المالية، فأصبح مديراً للإدارة المالية بوزارة الزراعة لشؤون المياه بالرياض، ثم كانت عودته إلى مكة المكرمة فأصبح المفتش المركزي لوزارة الزراعة والمياه بالمنطقة الغربية، وفي عام 1389 هـ/ طلب إحالته إلى التقاعد فأجيب طلبه بعد خدمة تقارب الـ 25 عاماً، فيما ظهرت موهبة الخفاجي الشعرية في وقت مبكر من حياته، وكان نص «يا ناعس الجفن» هو أول نص غنائي له، لحنه وتغنى به الموسيقار طارق عبد الحكيم 1364 هـ/ 1945 م، ثم جدده فنان العرب محمد عبده.

## كتابة النشيد الوطني
كتب النشيد الوطني في غضون ستة أشهر، بعد أن كان الملك خالد في زيارة إلى جمهورية مصر، حين صعد المنصة الرئيسية وعُزف السلامان الملكيان السعودي والمصري، وكان السلام الملكي السعودي عبارة عن موسيقى فقط أعدت منذ عهد الملك عبد العزيز، فطلب من المختصين إعداد كلمات لنشيد وطني يكون مطابقا للموسيقى الموجودة في ذلك الوقت، فطلب المسؤولون من خفاجي أن يقوم بعمل كلمات النشيد الوطني وأرفقوا طلبهم بعدد من الشروط، فأنجزه خفاجي بعد ستة أشهر، وكان هذا في عهد خادم الحرمين الشريفين الملك فهد بن عبد العزيز، وقد بدأ بثه رسميًا أثناء افتتاح واختتام البث التلفزيوني والإذاعي اعتبارًا من يوم الجمعة 1/10/1404 هـ/ 30 يونيو 1984 م.

## الجوائز والتكريم
- ميدالية الاستحقاق من الدرجة الأولى مع البراءة الخاصة بها عام 1405هـ من الملك فهد بن عبد العزيز تقديرا لمجهوداته في وضع كلمات النشيد الوطني للمملكة.
- كرمته جامعة أم القرى في ذي القعدة 1416هـ لنجاحه في وضع كلمات أوبريت (عرائس المملكة).
- كرمته جمعية الثقافة والفنون بجدة في شعبان 1420هـ لعطاءاته المتميزة في عالم الأغنية السعودية.
- جائزة هيئة الإذاعة البريطانية (B.B.C بي بي سي) كأفضل أغنية في أوائل السبعينيات الميلادية عن أغنيته (أشقر وشعره ذهب).
- في شهر شوال من عام 1425 هـ كرمته اثنينية عبد المقصود خوجة.
- كرمه نادي مكة الأدبي عام 1431 هـ.
- حاز عام 1433 وسام الملك عبد العزيز من الدرجة الأولى.[3][8]

## ألقابه
1- لقب إبراهيم خفاجي نفسه بلقب شاعر نادي الهلال السعودي وكان له البيت الأشهر في عالم الرياضة من قصيدة هلال نجد والذي قال فيه:
2- أستاذ شعراء الأغنية السعودية.
3- جواهرجي الأغنية السعودية.
3- عراب الفن.
4- شاعر الوطن.
 عبادي الجوهر 
- ليه ياقلبي
- الحل
- ليت حبي
- وداع
- ياليتكم معنا
- هذّي رسالة

 محمد عبده 
- صبيا
- مافي داعي
- لنا الله
- أشوفك كل يوم
- أنت محبوبي
- مالي ومال الناس
- ومن العايدين ومن الفائزين
- يا حبيبي آنستنا
- يا أهل الهوى
- يامضيعين الود
- لاتناظرني بعين
- الود طبعي
- انا المولع بها
- هيا معي
- كوكب الأرض
- لو سمحت المعذرة
- لو كلفتني المحبة
- ظبي الجنوب
- من فتونك
- أوقد النار
- ناعس الجفن
- نجمي ونجمك
- ودع اليأس

طلال مداح
- الشكوى لله
- شاءت الأقدار ياقلبي تلتقي
- اجمعوا بالقرب شملي
- كلنا في طريق الحب ماشيين
- تصدق ولا احلفلك
- مر بي
- كانك مانت عارفني
- على شانه
- كيف انساك
- تعداني وماسلم

كما غنى له الكثير من الفنانين العرب منهم: صباح - جاكلين - سميرة توفيق - كارم محمود - محمد قنديل - إحسان صادق - وديع الصافي -شريفة فاضل - هيام يونس - عايدة أبو خريص - علي عبد الستار- عبادي الجوهر.

## أوبريت عرايس المملكة
كان آخر إنتاج فني له أوبريت (عرايس المملكة) الذي قدمه في عام 1416هـ من ألحان وغناء محمد عبده ، وشاركه في الغناء طلال مداح وعبد المجيد عبد الله وراشد الماجد بعد أن استغرق ستة أشهر في كتابته، زار خلالها جميع مناطق المملكة.

## مرضه
في يوم 27 سبتمبر 2017 تدهورت حالته الصحية فنقل إلى مدينة الملك عبدالله الطبية بمكة المكرمة، وبحسب عائلته فإن أمراض القلب والقولون والقرحة والنزيف الداخلي تكالبت عليه مؤخراً، ما أدى لدخوله العناية المركزة التي رقد فيها لعدة أيام على أجهزة التنفس الاصطناعي، كما مُنعت الزيارة عنه نهائياً.

## وفاته
توفي في يوم الجمعة 6 ربيع الأول 1439 هـ الموافق 24 نوفمبر 2017م عن عمر يناهز 91 عاماً في مدينة الملك عبدالله الطبية بمكة المكرمة، بعد معاناة طويلة مع المرض، وتمت الصلاة عليه بعد صلاة الجمعة في المسجد الحرام.